# Heinrich Zöpfl
Heinrich Matthias Zöpfl (8. april 1807 i Bamberg – 4. juli 1877 i Heidelberg) var en tysk jurist og politiker. 
Zöpfl blev 1828 privatdocent ved Heidelbergs Universitet, 1839 ekstraordinær, 1842 ordentlig professor sammesteds. Også i det politiske liv deltog Zöpfl, uden dog at spille nogen synderlig rolle, en omstændighed, hvortil hans noget vaklende politiske holdning vel har bidraget. Særlig på retshistoriens og statsrettens område var Zöpfl en flittig skribent, hvis bøger uden i nogen måde at være udtryk for nogen skabende eller kritisk søgende ånd dog røbede gode kundskaber og historisk forståelse. 
Han har således blandt andet skrevet: Das alte Bamberger Recht als Quelle der Carolina (1839), Ueber den Prozess von Kurmainz gegen Götz von Berlichingen wegen Beschädigungen im Bauernkriege (1849), udgivet Alterthümer des Deutschen Reichs und Rechts, hvoraf 3. bind (1861) indeholder Die Rulands-Säule, og foranstaltede en meget benyttet udgave af Die Peinliche Gerichtsordnung Kaiser Karl’s V (1. udgave 1842, 3. udgave 1883). Et, ifølge Frantz Dahl, svagt arbejde er det posthume Grundriss zu Vorlesungen über Rechtsphilosophie (1878).
Meget læst blev derimod hans Grundsätze des allgemeinen und des constitutionell-monarchischen Staatsrechts (1841, de senere udgaver med noget forandret titel) og hans Deutsche Staats- und Rechtsgeschichte (1836, 4. oplag 1871). Også en del politiske brochurer og afhandlinger udgav Zöpfl, der tillige var en meget søgt affatter af retsbetænkninger. Endnu kan nævnes Zöpfls Ueber Missheirathen in den deutschen regierenden Fürstenhäusern überhaupt und in dem Oldenburgischen Gesammthause insbesondere (1853).